# Ophiambix aculeatus
Ophiambix aculeatus is een slangster uit de familie Ophiuridae.
De wetenschappelijke naam van de soort werd in 1880 gepubliceerd door Theodore Lyman.